# Wasing
Wasing – osada i civil parish w Anglii, w Berkshire, w dystrykcie (unitary authority) West Berkshire. W 2001 civil parish liczyła 55 mieszkańców. Wasing jest wspomniana w Domesday Book (1086) jako Walsince.